# أوتو شيف
أوتو شيف (بالألمانية: Otto Scheff )‏ (و. 1889 – 1956 م) هو سياسي، وسباح نمساوي، ولد في برلين، كان عضوًا في حزب الشعب النمساوي، شارك في الألعاب الأولمبية الصيفية 1912، وشارك في سباحة في الألعاب الأولمبية الصيفية 1908 – رجال 400 متر سباحة حرة ‏، توفي عن عمر يناهز 67 عاماً.

## مناصب
تولى منصب نائب رئيس، اللجنة الأولمبية النمساوية ‏ (1948–1956)
- عضو المجلس الوطني للنمسا (19 ديسمبر 1945–18 مارس 1953)

.

## التعليم
تعلم في جامعة فيينا
.

## جوائز
حصل على جوائز منها:
- قائد الفنون والآداب (17 يناير 2013)[4]
- جائزة المنافسة العامة  [لغات أخرى]‏ (1946)

## روابط خارجية
- أوتو شيف على موقع قاعة مشاهير السباحة العالمية (الإنجليزية)
- أوتو شيف على موقع اللجنة الأولمبية الدولية (الإنجليزية)
- أوتو شيف على موقع أوليمبيديا (الإنجليزية)